# Свердловини спеціальні
Свердловини спеціальні (рос. скважины специальные; англ. special wells; нім. speziele Sonden f pl) — свердловини, призначені для виконання спеціальних, особливих робіт і досліджень (для запомповування газу в підземні сховища, скидання промислових вод, які видобуваються разом з нафтою, ліквідації відкритих фонтанів нафти i газу; проведення спеціальних робіт з інтенсифікації припливу, розвідки i видобування технічної води тощо).
Спеціальні свердловини бурять для:
- скидання промислових вод;
- ліквідації відкритих фонтанів нафти i газу;
- проведення спеціальних робіт по інтенсифікації припливу;
- розвідування i видобування технічної води тощо.